# بلح البحر الرقيق
بلح البحر الرقيق (الاسم العلمي:Mytilus gracilis) هو نوع من الحيوانات يتبع جنس بلح البحر من فصيلة بلحيات البحر البحرية.